# Ifis
Ifis (stgr. Ἶφις) – w mitologii greckiej córka Lygdosa i Teletuzy, która za sprawą interwencji bogini Izydy zmieniła płeć. Po tej zamianie został mężem Janty. Ich historię opisał Owidiusz w swoich Metamorfozach.

## Treść mitu
W pobliżu Knossos mieszkało małżeństwo, Lygdos i Teletuza. Po kilku latach od ślubu Teletuza zaszła w ciążę, co bardzo uradowało rodzinę. Lygdos, który nie był przesadnie zamożny, postanowił, że w przypadku gdy urodzi się dziewczyna, będzie musiała zginąć. W noc poprzedzającą poród Teletuzie przyśniła się bogini Izyda, która w towarzystwie swojego orszaku, zabroniła kobiecie wykonywać poleceń męża. Stwierdziła również, że w godzinie potrzeby, pomoże swojej wiernej czcicielce.
Teletuza urodziła dziewczynkę. Poleciła jednak piastunce, aby powiadomiła Lygdosa że urodził im się syn. Ten postanowił nazwać go, na cześć swojego dziadka, Ifis. Dziewczynę przez kilkanaście lat ubierano w męskie ubrania i uczono wszystkich umiejętności, jakie powinien posiąść chłopiec. Gdy osiągnął wiek trzynastu lat, Lygdos postanowił znaleźć młodzieńcowi narzeczoną. Wybór padł na Jantę, córkę Telestesa z Krety. Para zakochała się w sobie, Ifis dręczyła jednak wiedza, że ich ewentualne małżeństwo skazane jest na niepowodzenie. 
Teletuza pamiętała jednak obietnicę bogini i udała się wraz z Ifis do jej świątyni, by błagać o pomoc. Izyda wysłuchała modłów i zamieniła Ifis w mężczyznę. Następnego dnia udały się tam ponownie aby złożyć dary dziękczynne, a wieczorem tego samego dnia odbyło się huczne wesele.